# Milonia obtusa
Milonia obtusa là một loài nhện trong họ Araneidae.
Loài này thuộc chi Milonia. Milonia obtusa được Tord Tamerlan Teodor Thorell miêu tả năm 1892.